# Taal
Taal (Bayan ng Taal - Municipality of Taal) es un municipio filipino de tercera categoría, situado en la parte sur de la isla de Luzón. Forma parte del Primer Distrito Electoral de la provincia de Batangas situada en la Región Administrativa de CALABARZON, también denominada Región IV-A.

## Barangayes
El municipio de Taal se divide, a los efectos administrativos, en 42 barangayes o barrios, conforme a la siguiente relación:
| - Apacay - Balisong - Bihis - Bolbok - Buli - Butong - Carasuche - Cawit - Caysasay - Cubamba - Cultihan | - Gahol - Halang - Iba - Ilog - Imamawo - Ipil - Luntal - Mahabang Lodlod - Niogan - Pansol - Población 1 | - Población 2 - Población 3 - Población 4 - Población 5 - Población 6 - Población 7 - Población 8 - Población 9 - Población 10 - Población 11 - Población 12 | - Población 13 - Población 14 - Poók - Seiran - Laguile - Latag - Tierra Alta - Tulo - Tatlong Maria |  |